# Клеточников, Николай Васильевич
Никола́й Васи́льевич Кле́точников (1 ноября (20 октября по старому стилю) 1846, Пенза Саратовская губерния — 25 (13) июля 1883, Санкт-Петербург) — русский революционер, агент исполнительного комитета партии "Народная воля", сотрудник Третьего отделения Собственной Е. И. В. канцелярии и Департамента полиции Министерства внутренних дел Российской империи.

## Образование
Отец — титулярный советник Василий Яковлевич Клеточников, служил архитектором в Пензенской казённой палате, мать — Елизавета Лукьяновна, была домохозяйкой. Николай был третьим ребёнком в семье.
В 1864 году окончил Пензенскую гимназию и поступил на физико-математический факультет Петербургского университета. В Петербургском университете преподавали тогда Д. И. Менделеев и П. Л. Чебышёв, А. Н. Бекетов и И. И. Срезневский. На физико-математическом факультете одновременно с ним учился известный впоследствии революционер Герман Лопатин.
25 февраля 1866 года Клеточников, не закончив второго курса, оставил учёбу по состоянию здоровья и вернулся домой.

## Начало чиновнической службы
Дома тяжело заболел (врачи признали туберкулёз) и уехал на лечение на Южный берег Крыма.
28 сентября 1868 года поступил на должность письмоводителя ялтинского уездного предводителя дворянства.
В 1873 году умерли родители. Получив небольшое наследство, истратил его на поездку за границу, посетив Всемирную выставку в Вене.
Осенью 1876 года переехал в Симферополь и до следующей осени служил кассиром в Обществе взаимного кредита.

## Решение принять участие в революции
Следя за развитием революционной борьбы, едет в Петербург и пытается войти в доверие к революционному подполью. В сентябре 1877 года поступил вольнослушателем в Петербургскую медико-хирургическую академию. Неожиданно возник новый приступ болезни. Вынужден был вернуться на родину. С октября 1877 года до октября 1878 года провёл в Пензе.
В октябре 1878 года снова поехал в Петербург с целью предложить революционерам свои услуги для любого террористического акта против правительства и «царского рода».
В один из декабрьских дней 1878 года через слушательниц Бестужевских высших женских курсов познакомился с редактором «Земли и воли» Н. А. Морозовым и А. Д. Михайловым.
После более близкого знакомства с Александром Михайловым получил предложение устроиться в Третье отделение с целью информирования революционеров о деятельности охранки, так как имел безупречное прошлое и опыт работы чиновником.

## Работа в Третьем отделении
8 марта 1879 года был назначен в агентурную часть 3-й экспедиции Третьего отделения чиновником для письма. Проявил себя с лучшей стороны. Был наблюдательным, умным, старательным чиновником, рано приходил на службу и поздно уходил.
Получал денежные премии, а иногда, в особом порядке, даже приглашения от начальства на званые вечера. 20 апреля 1880 года царь Александр II по представлению «вице-императора» М. Т. Лорис-Меликова пожаловал орден св. Станислава 3-й степени.
С 12 октября 1879 года он получил штатную должность чиновника для письма. Уже в то время «ему давались в переписку совершенно секретные записки и бумаги, к числу которых принадлежали списки лиц, замеченных по неблагонадёжности, и у которых предполагались обыски и шифрованные документы». В мае 1880 года был переведён в секретную часть 3-й экспедиции в помощь делопроизводителю части В. Н. Цветкову. Там вёл алфавит перлюстраций, шифровал телеграммы, представлял в Верховную распорядительную комиссию двухнедельные списки арестованных и составлял и переписывал бумаги о комплектовании охранной стражи.
После того как Третье отделение было упразднено, а его функции переданы Департаменту полиции, с декабря 1880 года заведовал секретной частью 3-го делопроизводства (идентичного по смыслу 3-й экспедиции Третьего отделения) и, наконец, 1 января 1881 года был назначен младшим помощником делопроизводителя всего Департамента полиции.
Теперь, по словам обвинительного акта, «был посвящён во все политические розыски, производившиеся не только в С.-Петербурге, но и вообще по всей империи». Доверялись сбор, пересылка и хранение секретной информации. Имел при себе ключи от шкафов с перлюстрацией, от сундучка с бумагами особой секретности, а в последний месяц службы и от шкафа с запрещёнными книгами.
Революционный центр своевременно узнавал и о непредвиденных арестах (например, Г. А. Лопатина, Д. А. Клеменца, Людвига Варынского) и о предательских показаниях. Благодаря полезной информации революционеры сумели, насколько это было возможно, уменьшить последствия откровенных показаний А. Ф. Михайлова и Г. Д. Гольденберга. Информация передавалась на явочной квартире члена «Земли и воли» Натальи Николаевны Оловенниковой лично Михайлову. Если Михайлов по каким-либо причинам не мог прийти на свидание, его заменял Н. А. Морозов (а некоторое время Л. А. Тихомиров). Никто, кроме этих людей, не имел права являться в квартиру Оловенниковой.
Вся полученная информация обязательно и немедленно записывалась. Копии записей Морозов уносил в архив «Земли и воли» (а затем и «Народной воли»), надёжно устроенный с помощью адвоката А. А. Ольхина в квартире писателя, секретаря газеты «Молва» В. Р. Зотова, которого Третье отделение и Департамент полиции числили в ранге благонамеренных.
Народовольцы сохранили за Клеточниковым тот круг обязанностей, которые он выполнял в качестве агента «Земли и воли», и назвали его агентом Исполнительного комитета 2-й степени доверия. Порядок сношений с ним не изменился. Как и прежде, ведал сношениями А. Д. Михайлов, а в его отсутствие — член Исполнительного комитета А. А. Квятковский и агент комитета А. Б. Арончик (вместо Морозова, который в январе 1880 года уехал за границу, и Тихомирова, занявшегося исключительно редакционными делами).

## Арест
Но 28 ноября 1880 года Михайлов был арестован. Исполнительный комитет передал сношения с Клеточниковым А. И. Баранникову, а на случай, если бы пришлось срочно известить Клеточникова об опасности, сообщил его домашний адрес Анне Корбе. Вскоре пришлось сменить и место свиданий, так как Оловенникова тяжело заболела. Комитет неудачно выбрал квартиру Н. Н. Колодкевича, который находился в розыске у жандармов.
28 января 1881 года Исполнительный комитет, узнав об аресте Баранникова и Колодкевича, поручил Анне Корбе известить об этом Клеточникова. Анна Корба в тот день трижды приходила к Клеточникову, но так и не застала его дома. В третий раз она оставила для Николая Васильевича записку, в которой просила его до свидания с ней ни к кому не ходить. Кроме того, Анна Корба решилась отправить ему по почте открытку. Эта открытка была получена в квартире Клеточникова полицейской засадой и фигурировала в качестве вещественного доказательства на «Процессе двадцати». По сходству почерков следователи приписывали её А. И. Желябову. Вот что в ней значилось:

«Николай Васильевич. Мне Вас нужно видеть, да не знаю, когда Вас захватить дома. Вы знаете, что я гуляю перед обедом по Невскому (солнечная сторона) около 5 час. Не будете ли так добры завернуть на Невский в это время.
28 января 81 г.».

И запиской и открыткой Анна Корба надеялась отклонить Николая Васильевича от посещения квартиры Колодкевича. Но было уже поздно. В тот час, когда Корба ждала Клеточникова в его квартире, он, только что узнав об аресте Баранникова, прямо со службы шёл предупредить об этом товарищей к Колодкевичу. А в квартире Колодкевича уже больше двух суток находилась засада.
Судили Клеточникова на знаменитом Процессе двадцати. Это был самый представительный из всех народовольческих процессов: судили 11 членов Исполнительного комитета «Народной воли» и 9 агентов комитета. «Клеточников ведёт себя прекрасно, решительно и достойно, — писал А. Д. Михайлов друзьям на волю в дни суда. — Он говорил спокойно, хотя председатель палачей набрасывался на него зверем. Выставленные им мотивы истинны и честны». Приговор суда, объявленный около полуночи 15 февраля 1882 года, гласил: 10 человек — к смертной казни, 7 к вечной и 3 к двадцатилетней каторге. Дейер, стараясь читать «с выражением», перечислял имена смертников: Александр Михайлов, Николай Колодкевич, Николай Суханов, Николай Клеточников, Михаил Фроленко, Григорий Исаев, Иван Емельянов, Макар Тетёрка, Татьяна Лебедева, Анна Якимова. Осуждённые на смерть встретили приговор с достоинством.

## Помилование и смерть
После суда всех приговорённых к смерти заключили в Трубецкой бастион Петропавловской крепости. Никто из них не просил о помиловании. Но заграничная пресса печатала о них сочувственные статьи, вроде той, с которой выступила итальянская газета «Secolo»: «Побеждённые сегодня, они станут победителями завтра, потому что борются с мужеством, героизмом и верой, как люди, обрекшие себя на смерть для торжества великого идеала».
Виктор Гюго обратился к правительствам и народам с памятным «Призывом», который был опубликован в газетах Европы и распространялся в списках на французском и русском языках по России. «Цивилизация должна вмешаться! — требовал Гюго. — Сейчас перед нами беспредельная тьма, среди этого мрака десять человеческих существ, из них две женщины (две женщины!), обречённые на смерть… Пусть русское правительство поостережётся… Ему ничего не угрожает со стороны какой-либо политической силы. Но оно должно опасаться первого встречного, каждого прохожего, любого голоса, требующего милосердия!» Роптало на жестокость приговора и русское общество. «Что о приговорённых? — беспокоился в письме к родным от 4 марта 1882 года Лев Толстой. — Не выходят у меня из головы и сердца. И мучает, и негодованье поднимается, самое мучительное чувство».
17 марта царь помиловал девять из десяти смертников вечной каторгой, только Николай Суханов (как офицер, изменивший присяге) был расстрелян.
26 марта 1882 года по Высочайшему повелению Михайлова, Колодкевича, Фроленко, Исаева, Клеточникова, Баранникова, Арончика, Морозова, Ланганса, Тригони и Тетёрку перевели из Трубецкого бастиона в Алексеевский равелин Петропавловской крепости.
В таких условиях Н. Клеточников, который ещё на суде был, по словам очевидца, «в последнем градусе чахотки», почти при смерти, каким-то чудом прожил больше года, хотя именно его тюремщики мучили со злобным пристрастием. «Не успел он переступить порог тюрьмы, — рассказывал Михаил Тригони, — как смотритель объявил ему: „Ну, а с тебя взыскания будут строгие“». Цинга губила и других узников. Все они исхудали так, что ребра показались наружу, ноги сильно распухали, гнили дёсны, вываливались зубы. Тогда Клеточников решил пожертвовать собой, чтобы ценой своей жизни добиться облегчения режима для товарищей. «Мы отговаривали его, — вспоминал Николай Морозов, — но он остался твёрд».
3 июля 1883 года Н. Клеточников начал голодовку. Смотритель равелина сначала только посмеивался над ним, потом стал угрожать, а на седьмой день голодовки явился к нему в камеру с двумя жандармами и силой накормил щами и кашей, которые были давно противопоказаны организму больного. После этого он умер 13 июля 1883 года в страшных муках от воспаления кишечного тракта.